# Dolejší Předměstí
Dolejší Předměstí (německy Untere Vorstadt) je část okresního města Domažlice v Plzeňském kraji. Nachází se na východě Domažlic. Je zde evidováno 241 adres. V roce 2011 zde trvale žilo 643 obyvatel.
Dolejší Předměstí leží v katastrálním území Domažlice o výměře 19,89 km².

## Obyvatelstvo
| Rok            | 1869 | 1880  | 1890  | 1900  | 1910  | 1921 | 1930 | 1950 | 1961 | 1970 | 1980 | 1991 | 2001 | 2011 | 2021 |
| -------------- | ---- | ----- | ----- | ----- | ----- | ---- | ---- | ---- | ---- | ---- | ---- | ---- | ---- | ---- | ---- |
| Počet obyvatel | 0    | 1 167 | 1 215 | 1 220 | 1 224 | 0    | 889  | 0    | 0    | 662  | 597  | 637  | 633  | 643  | 577  |
| Počet domů     | 0    | 109   | 111   | 111   | 124   | 130  | 131  | 0    | 0    | 143  | 136  | 149  | 169  | 194  | 189  |

## Obecní správa
Při sčítání lidu v letech 1880–1920 Dolejší Předměstí bylo osadou města Domažlice ve stejnojmenném okrese. V následujícím období byla osada úředně zrušena a jako část města Domažlice byla obnovena 1. března 1980.

## Fotogalerie

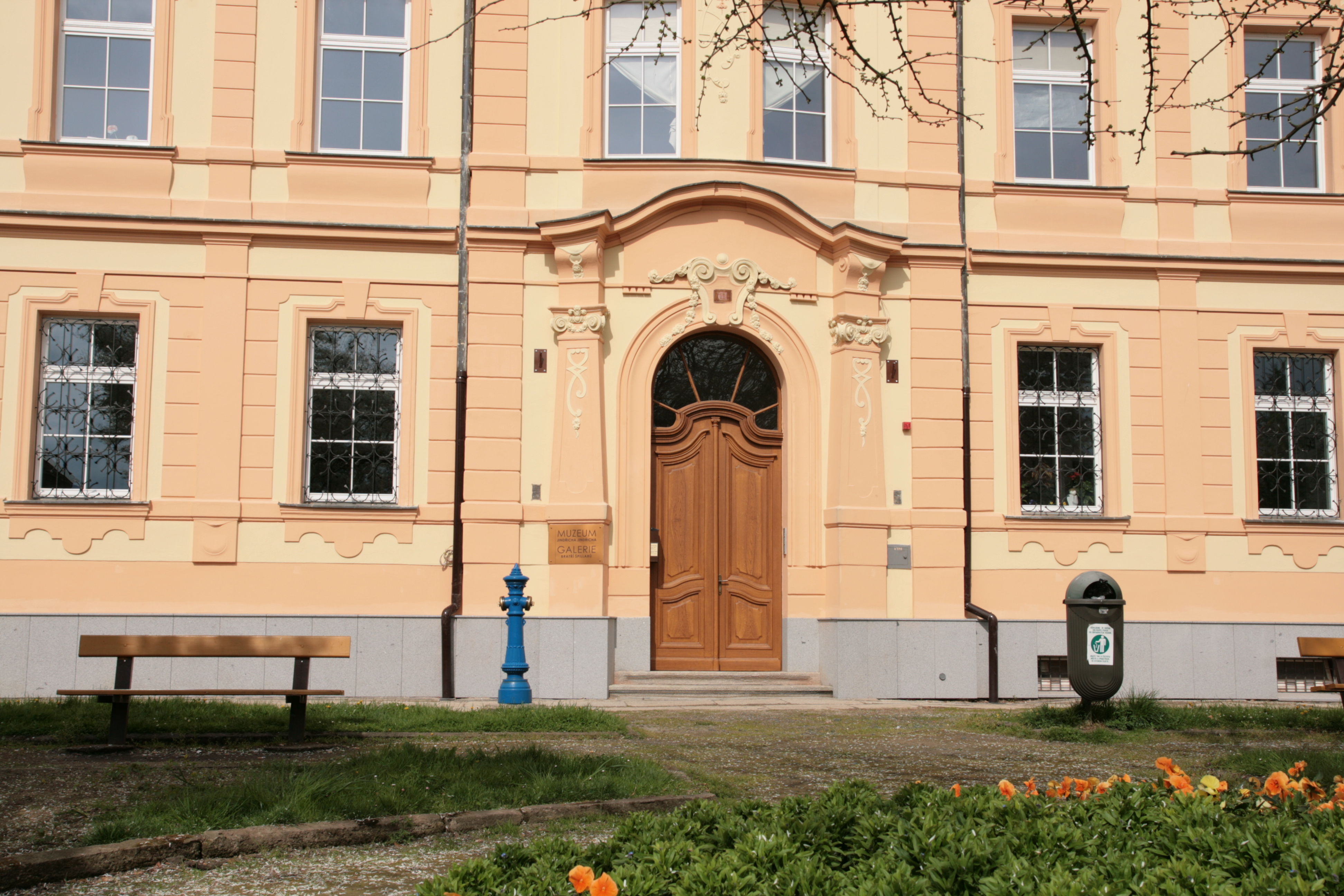
Muzeum Jindřicha Jindřicha (Husova třída 61)
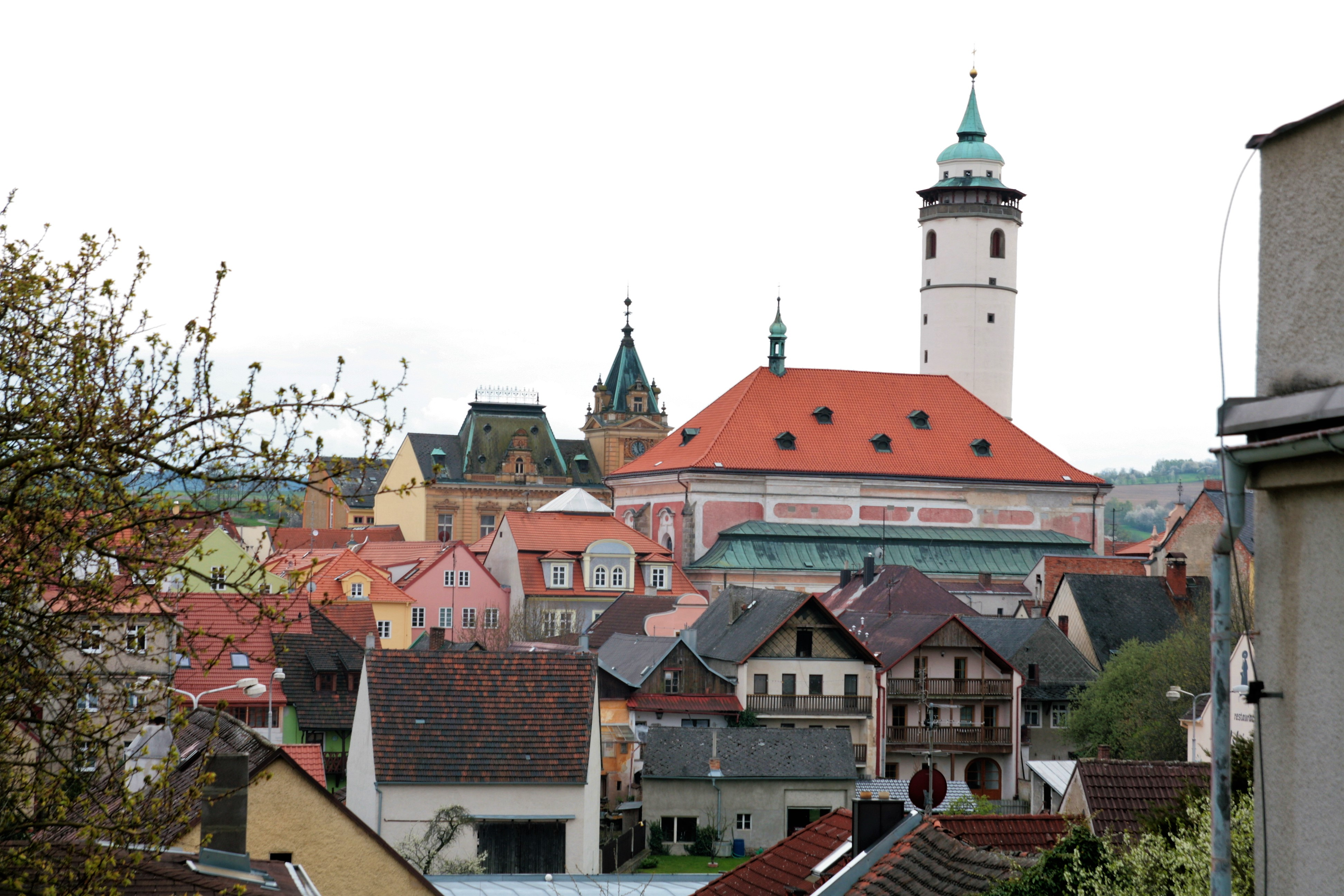
Výhled z Jindřichovy ulice na centrum
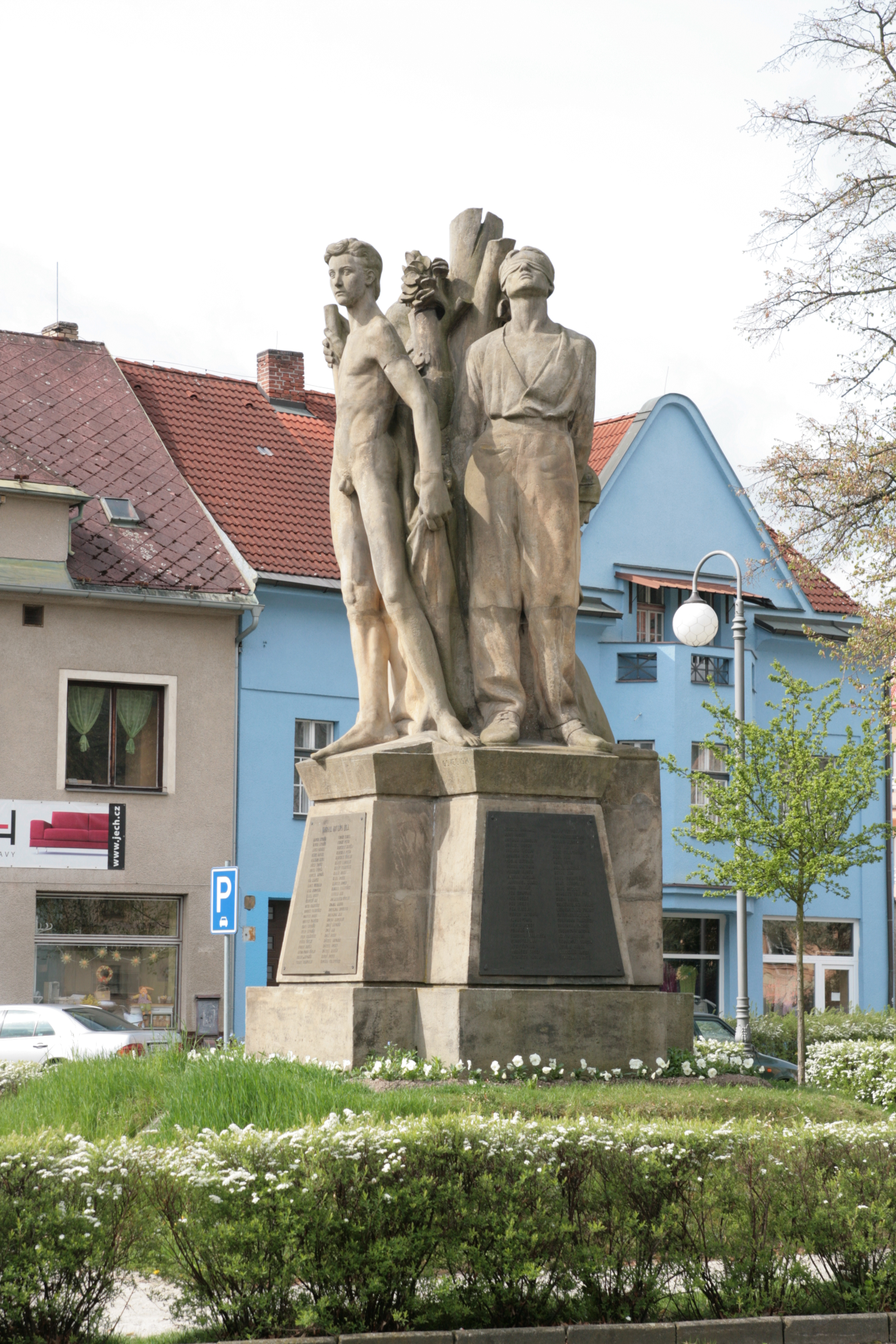
Pomník svobody